# 일라이저 무하마드
일라이저 무하마드(Elijah Muhammad, 1897년 10월 7일 ~ 1975년 2월 25일)는 미국의 종교인이자, 네이션 오브 이슬람(Nation of Islam, 훗날 블랙 모즐렘(Black Moslem)으로 개명)의 지도자이다. 네이션 오브 이슬람은 종교적 믿음과 흑인들의 국민주의를 결합한 것이다. 무하마드는 인종적 분리에 호의를 가지고 미국 안에서 흑인들의 국가를 세우기 원하였다.

## 어린 시절
일라이저 로버트 풀(Elijah Robert Poole)이란 본명으로 조지아주 샌더스빌에서 태어난 무하마드는 윌리엄 풀과 마리아 홀의 13명의 자녀들 중에 하나였다. 침례교의 평신도였던 일라이저의 부친은 소작인이며, 모친은 가사 근로자였다. 조지아주 코딜에서 자라와 학교를 4학년 만 다니고 중퇴하고, 제재소와 벽돌 공장에서 일하기 시작했다. 일라이저는 어린 나이에 흑인들을 향한 극도의 편견과 폭력을 목격하였다.
1919년 클래라 에번스에게 결혼하여 8명의 자녀를 두었다. 1923년 더욱 나은 고용과 더욱 관대한 환경을 찾아 가족과 함께 디트로이트로 이주하여 자동차 조립 공장에서 일했다.

## 네이션 오브 이슬람에 가입
당시 일라이저 로버트 풀이란 본명으로 알려졌던 무하마드는 1931년 미국 흑인들의 필요성과 문제들에 맞춘 이슬람교의 새로운 형성을 설교한 전 판매원 월리스 D. 파드를 만났다. 풀은 이슬람교로 개종하고 네이션 오브 이슬람의 가르침들을 채택하였으며 파드는 그에게 일라이저 무하마드 (Elijah Muhammad)라는 새로운 이름을 주었다.
흑인들을 원래 인종으로, 백인들을 이후에 야쿱으로 불린 미치광이 과학자에 의하여 창조된 "악마"로 식별한 우주론 같은 어떤 파드의 독트린들은 아직도 번역하는 데 어렵다. 자립, 깨끗한 생활과 흑인들이 더 이상 억압되지 않을 미래의 약속 같은 다른 가르침들은 무하마드와 다른 흑인 무슬림들을 위하여 명백한 호소를 가졌다.

## 네이션 오브 이슬람 리더십
1934년 파드가 신비하게 사라졌을 때 네이션 오브 이슬람은 몇몇의 라이벌 파벌들로 갈라졌다. 무하마드는 추종자들의 단체를 시카고로 옮겨 제2호 이슬람 사원을 종교의 새로운 본무로 설립하였다. 거기서 그는 네이션 오브 이슬람의 말을 퍼뜨리기 시작하였으나 천천하지만 꾸준히 새로운 회원들을 끌어들였다.
무하마드는 1942년부터 1946년까지 징병을 피한 것으로 투옥되었다. 자신의 석방 후에 그는 네이션 오브 이슬람의 리더십으로 복귀하였다. 그는 파드가 알라의 화신으로 지낸 것과 그 자신이 이제 알라의 사자였다는 것을 선언하였다.
다음 30년 동안 무하마드는 작은 비주류파에서 큰 단체로, 그리고 그 새로운 중요성과 더불어 논재을 끌어들인 복잡한 조직으로 종교를 건설하였다. 그는 미국 흑인들의 재정적 독립, 인종적으로 합류보다 분리, 그리고 엄격한 도덕적 행동 규범을 지속적으로 설교하였다.
운동의 상승은 1950년대에 수감되고 무하마드의 가장 현저한 제자가 되었던 동안 그와 의사 소통을 시작한 맬컴 엑스에 의하여 후원되었다. 하지만 맬컴 엑스는 그 지도자와 불동의들에 1964년 네이션 오브 이슬람을 떠났다.

## 명언과 저서들
카리스마적 연설자인 무하마드는 백인들의 억압에 관한 자신의 비판에 양보되었다. 그는 한번 "그들은 내가 인종적 증오의 설교자라는 것을 말한다."면서 "그러나 사실은 특히 그것이 그들에 대해 말하면 백인들이 진실을 싫어한다는 것이다. 그것은 그들의 발이 나의 사람들의 목에 있을 때 인종적 증오를 가르치면서 나를 청구하는 그런 사람들을 위하여 무서운 것이고 그들은 그들이 흑인들을 미워하는 것을 우리의 얼굴에 말할 것이다"라고 말하였다. 그는 후에 수사를 낮추어 "노예 주인들은 더 이상 우리를 방해하지 않고, 우리가 우리 자신을 방해한다"는 것을 자신의 사망 직전에 주목하였다.
무하마드는 〈미국에서 흑인에게 전갈〉과〈1965년〉〈사는 데 어떻게 먹느냐〉(1967년)을 포함한 몇몇의 책들을 저서하였다. 〈블랙파워의 신과학〉그에게 귀속된 다른 책들은 그의 연설과 강의들로 이루어졌다.

## 사망과 유산
1975년 2월 25일 시카고에서 77세의 나이에 울혈성 심부전으로 사망하였을 때 무하마드는 250,000명 만큼 높이 회원직과 함께 번성하는 종교 운동 뒤에 떠났다. 그 사회적과 정치적 영향력은 그 재정적 기업들 - 부동산 보유, 〈무하마드가 말한다〉로 불린 국가의 신문과 다수의 독립적 비지니스들의 성공에 의하여 일치하였다.
무하마드는 자신이 엇갈린 반응을 보인 것에 의하여 옹호된 독트린들을 개혁하는 데 시도를 한 자신의 아들 워리스 딘 모하메드에 의하여 계승되었다. 결과로서 또다른 현저한 지도다 루이스 패러칸은 1978년 네이션 오브 이슬람의 자신의 개조를 형성하는 데 분기하였다.